# Marcos Pontes
Marcos Cesar Pontes (Bauru, 11 de marzo de 1963) es un astronauta y político brasileño, teniente coronel de la Fuerza Aérea Brasileña. 
El 30 de marzo de 2006 Pontes se convirtió el primer astronauta brasileño, suramericano y lusófono en ir al espacio, durante la Misión Centenario, en referencia al centenario del primer vuelo de Santos Dumont en el avión 14-bis realizado en 1906. Durante su estadía en la Estación Espacial Internacional, realizó ocho experimentos científicos brasileños en ambiente de ingravidez. Regresó a la tierra el 8 de abril, a bordo de la Soyuz TMA-7.
Desde 2011, es embajador de la Organización de las Naciones Unidas para el Desarrollo Industrial. En octubre de 2018, el entonces presidente electo de Brasil, Jair Bolsonaro lo nominó para ser el ministro de Ciencias y Tecnologías de su gobierno.

## Biografía
Marcos Pontes nació el 11 de marzo de 1963 en Bauru, São Paulo. Sus padre Vergílio era un mozo en una cafetería, mientras que su madre Zuleika era funcionaria de la Rede Ferroviária Federal. Está casado con Francisca de Fatima Cavalcanti, con la que ha tenido dos hijos. Entre sus aficiones se cuentan el fútbol, la guitarra, tocar el piano y pintar acuarelas.

### Formación
Cursó sus estudios primarios en el Colégio Liceu Noroeste de Bauru en 1980,y sus estudios secundarios en la Academia de la Fuerza Aérea Brasileña en Pirassununga, obteniendo el título de técnico aeronáutico y un bachiller en administración pública en 1984. En 1989 comenzó sus estudios en la carrera de ingeniería aeronáutica en el Instituto Tecnológico de Aeronáutica de São José dos Campos, recibiéndose en 1993. En 1998 obtiene una maestría en ingeniería de sistemas por el Naval Postgraduate School, en Monterrey, California.
Como piloto de la Fuerza Aérea Brasileña, posee 2000 horas de vuelo en 25 tipos de aeronaves, entre ellas el F-15, F-16, F-18 y MiG-29.

### Ingreso en el programa espacial

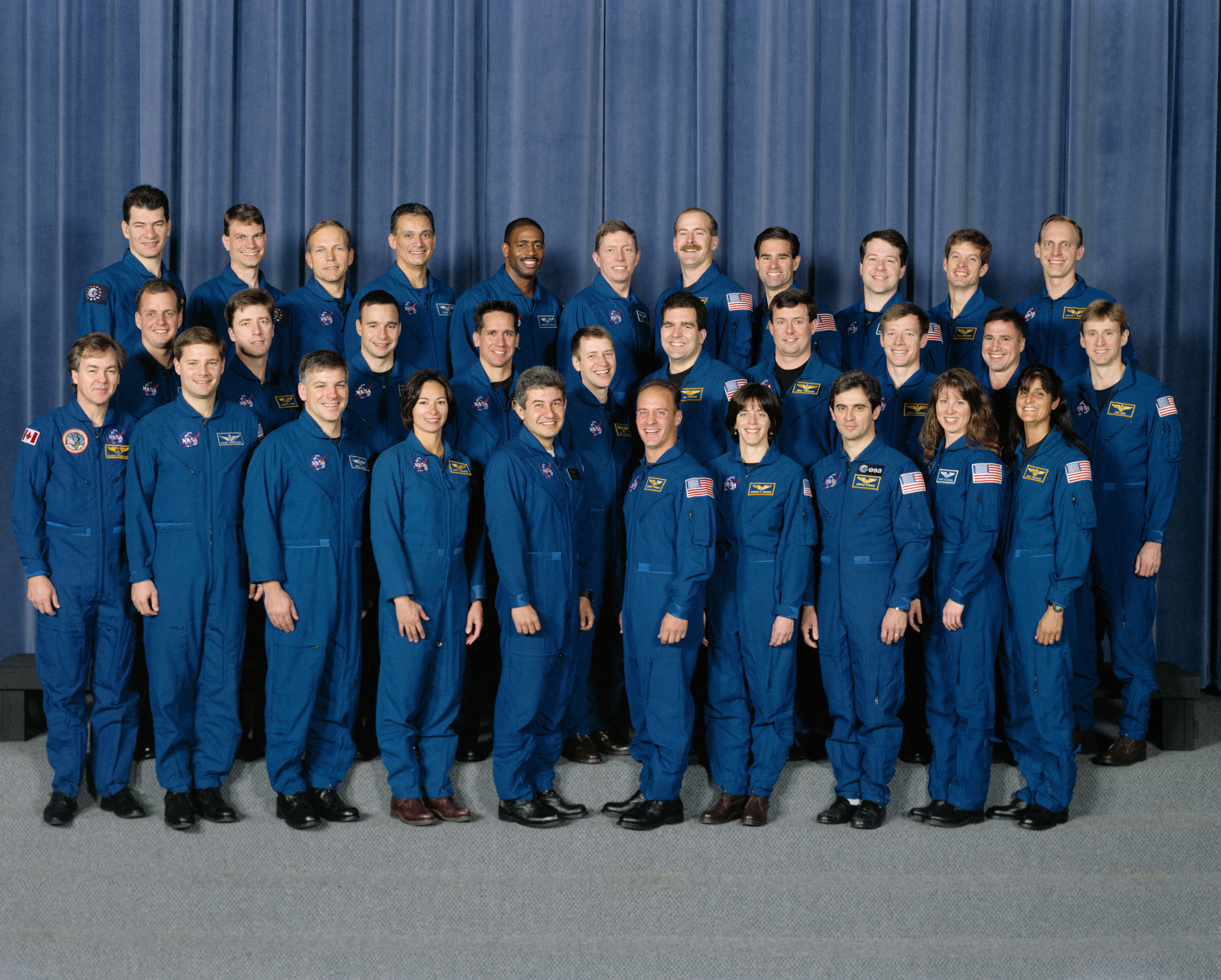
Grupo 17 de candidatos de astronautas de la NASA, entre ellos se encuentra Marcos Pontes.

En junio de 1998, fue seleccionado por la NASA para la candidatura de astronauta que poseía Brasil por el hecho de integrar el esfuerzo multinacional de la construcción de la Estación Espacial Internacional.
Inició su entrenamiento obligatorio en agosto del mismo año en el Centro Espacial Lyndon B. Johnson en Houston, Texas. Su grupo de entrenamiento, el número 17, fue apodado «Los Pingüinos». En diciembre del 2000, al concluir el curso, fue declarado oficialmente «astronauta de la NASA».
Su vuelo inaugural estaba previsto para el año 2001, con el objetivo de instalar el módulo brasileño EXPRESS Pallet de la EEI. Sin embargo, problemas internos y financieros de la NASA y la Agencia Espacial Brasileña (AEB) fueron postergando la fecha, hasta que el accidente del transbordador espacial Columbia en febrero de 2003 suspendió todos los vuelos de NASA por tiempo indeterminado.

#### Misión Centenario
Debido a los retrasos y tensa relación formada entre la AEB y la NASA, la posibilidad de que Pontes volara al espacio como parte de la construcción de la EEI era cada vez más incierta. Al no ser capaz de cumplir con la construcción del módulo EXPRESS Pallet, Brasil sería excluido del programa de la EEI en mayo de 2007.
El 18 de octubre de 2005, la AEB y la Roscosmos firmaron un acuerdo que posibilitaba la primera misión tripulada espacial brasileña, bautizada como Missão Centenário [Misión Centenario] en referencia al primer vuelo de Santos Dumont en el avión 14-bis realizado en 1906. Pontes debió realizar su entrenamiento como astronauta por segunda vez en el Centro de Entrenamiento de Cosmonautas Gagarin.
La tripulación, compuesta por Pontes, Jeffrey Williams y Pável Vinográdov, despegaron el 29 de marzo de 2006 a las 02:30 UTC desde el Cosmódromo de Baikonur a bordo de la Soyuz TMA-8, llevando 15 kilos de carga de la AEB y ocho experimentos de universidades y centros de investigaciones brasileños. Pontes regresó a la tierra el 8 de abril, a bordo de la Soyuz TMA-7.

### Regreso a Brasil

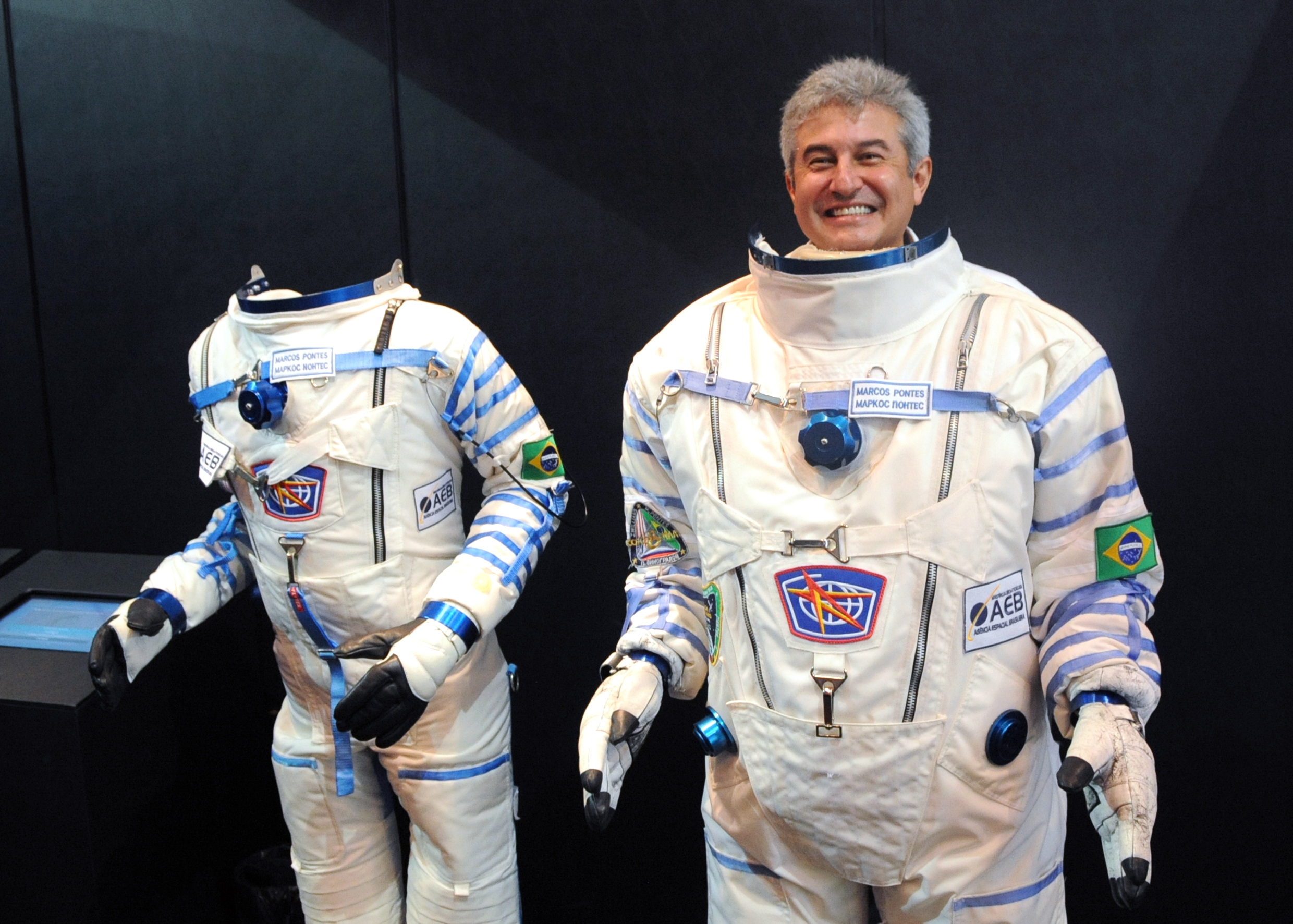
Pontes con su traje espacial, tras regresar a Brasil en 2009.

El 20 de abril, Pontes fue condecorado con la Orden Nacional del Mérito por el entonces presidente Luiz Inácio Lula da Silva. Al día siguiente, regreso a su ciudad natal de Bauru donde fue recibido por más de cinco mil personas, incluyendo un show aéreo de la Esquadrilha da Fumaça.
Tras su retorno, pidió su pase a reserva en la Fuerza Aérea, lo que le conllevo críticas por miembros del Congreso Nacional del Brasil debido a su a edad de 43 años.
En el campo privado, ha actuado como profesor y ponente, promoviendo consultorías a diversas empresas de pequeño, mediano y grande porte, en Brasil y en el exterior.

### Incursión en la política
En las elecciones gubernamentales del estado de São Paulo de 2014, Pontes fue candidato a diputado federal por el Partido Socialista Brasileño donde alcanzó la suplencia, al tener 43 707 votos (0,21%). En las elecciones gubernamentales del estado de São Paulo de 2018 volvió a alcanzar la suplencia, esta vez por el Partido Social Liberal.
En octubre de 2018, el entonces presidente electo Jair Bolsonaro lo nominó para ser el ministro de Ciencias y Tecnologías de su Gobierno. Asumió sus funciones el 1 de enero de 2019.

#### Controversias

##### Investigación del Ministerio Público Militar
En 2006, Pontes fue investigado por el Ministerio Público Militar de Brasil, por supuesta violación del artículo 204 del código militar de dicha nación, que prohíbe la participación de miembros activos de las fuerzas armadas en actividades comerciales. En septiembre de 2017, los archivos fueron divulgados por diario Intercept donde se mostraba que Pontes era un socio mayoritario de la empresa Portally Eventos e Produções. En agosto de 2018, bajo el argumento de que el eventual crimen ya habría prescrito, el recurso fue archivado por la ministra Rosa Weber.

## Galería

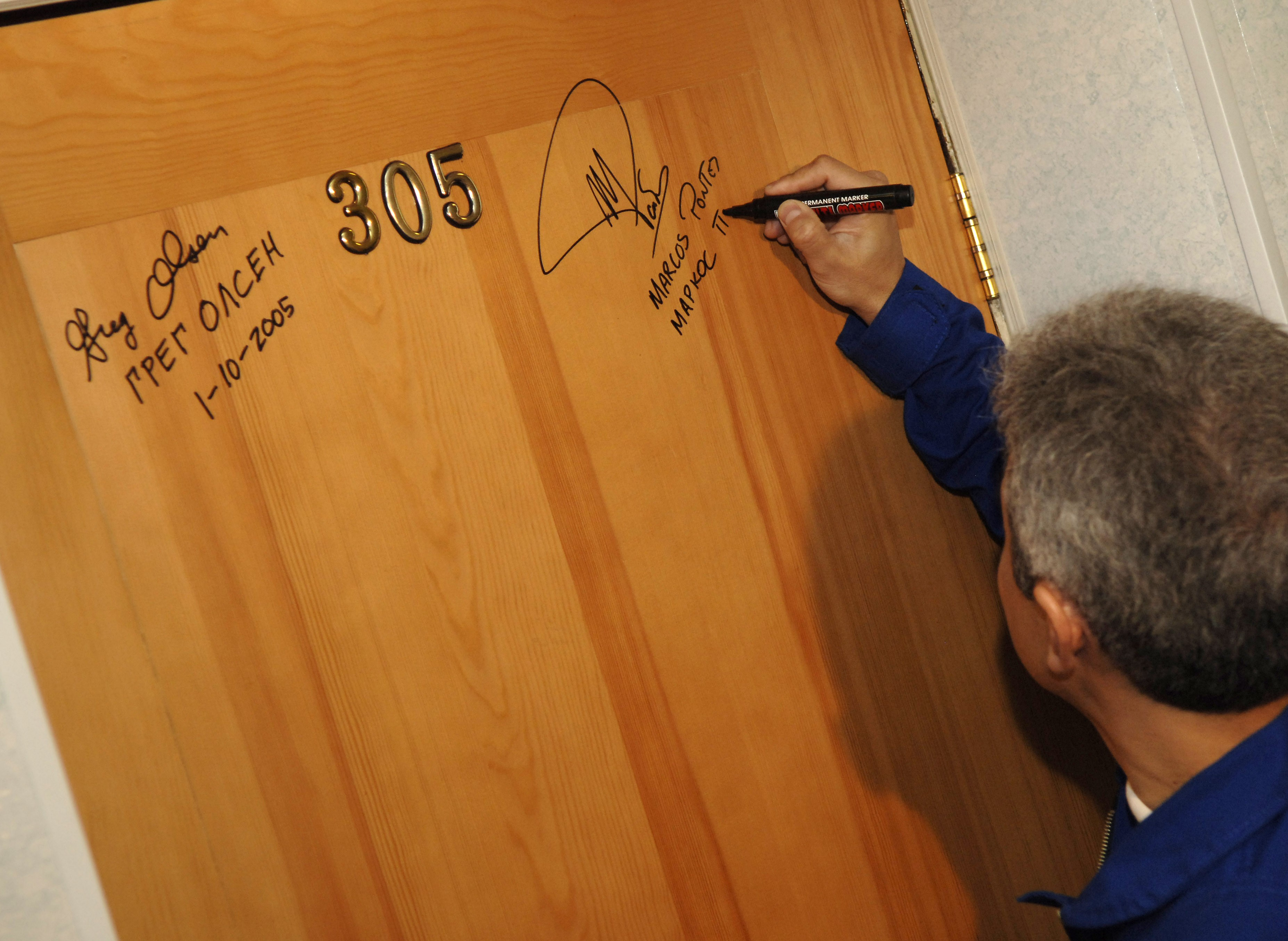
Respetando la tradición, Pontes firma la puerta del hotel de cosmonautas en Baikonour previo a su vuelo.
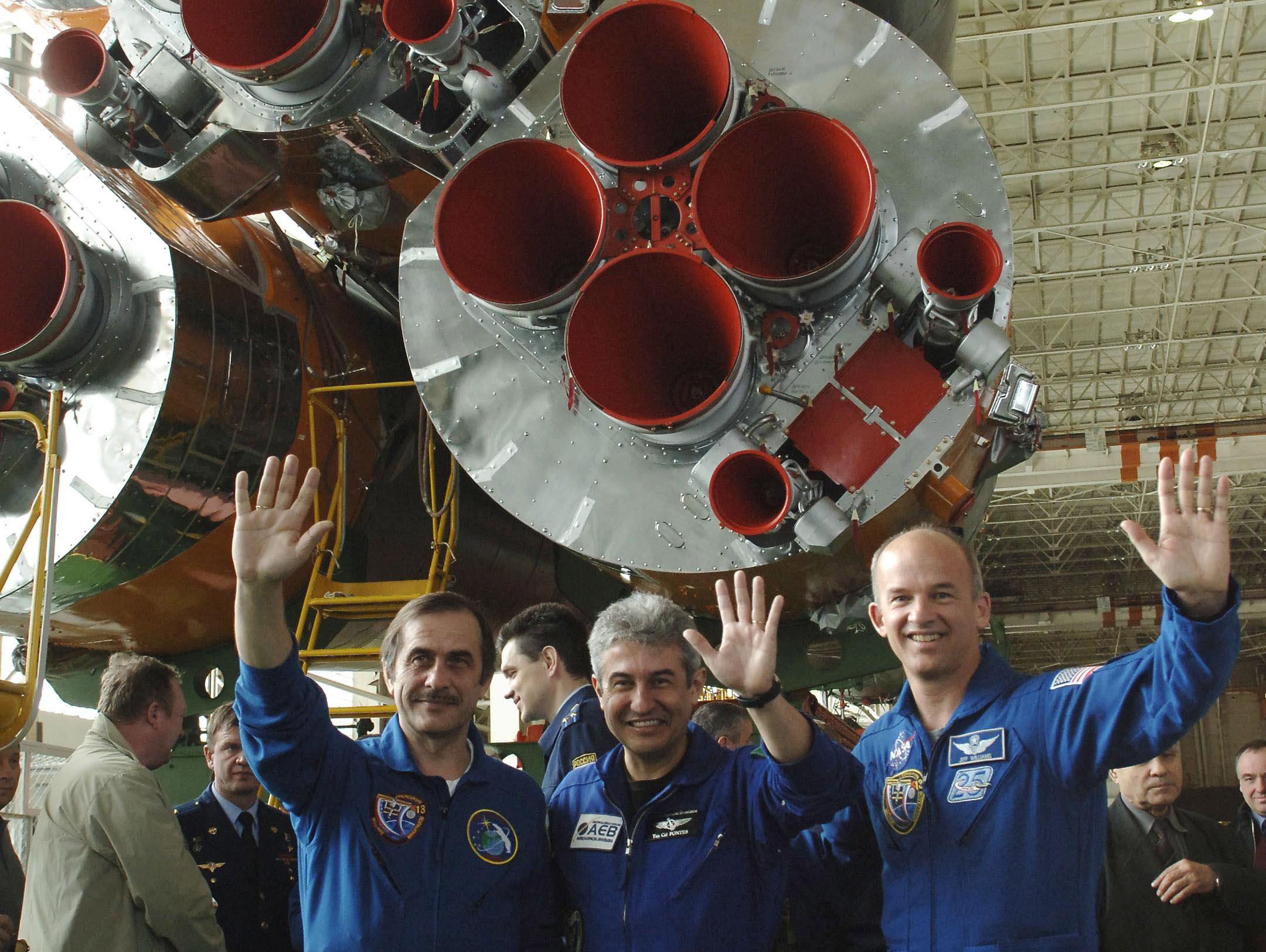
Pontes (centro) junto a Jeffrey Williams (derecha) y Pável Vinográdov, sus cotripulantes.
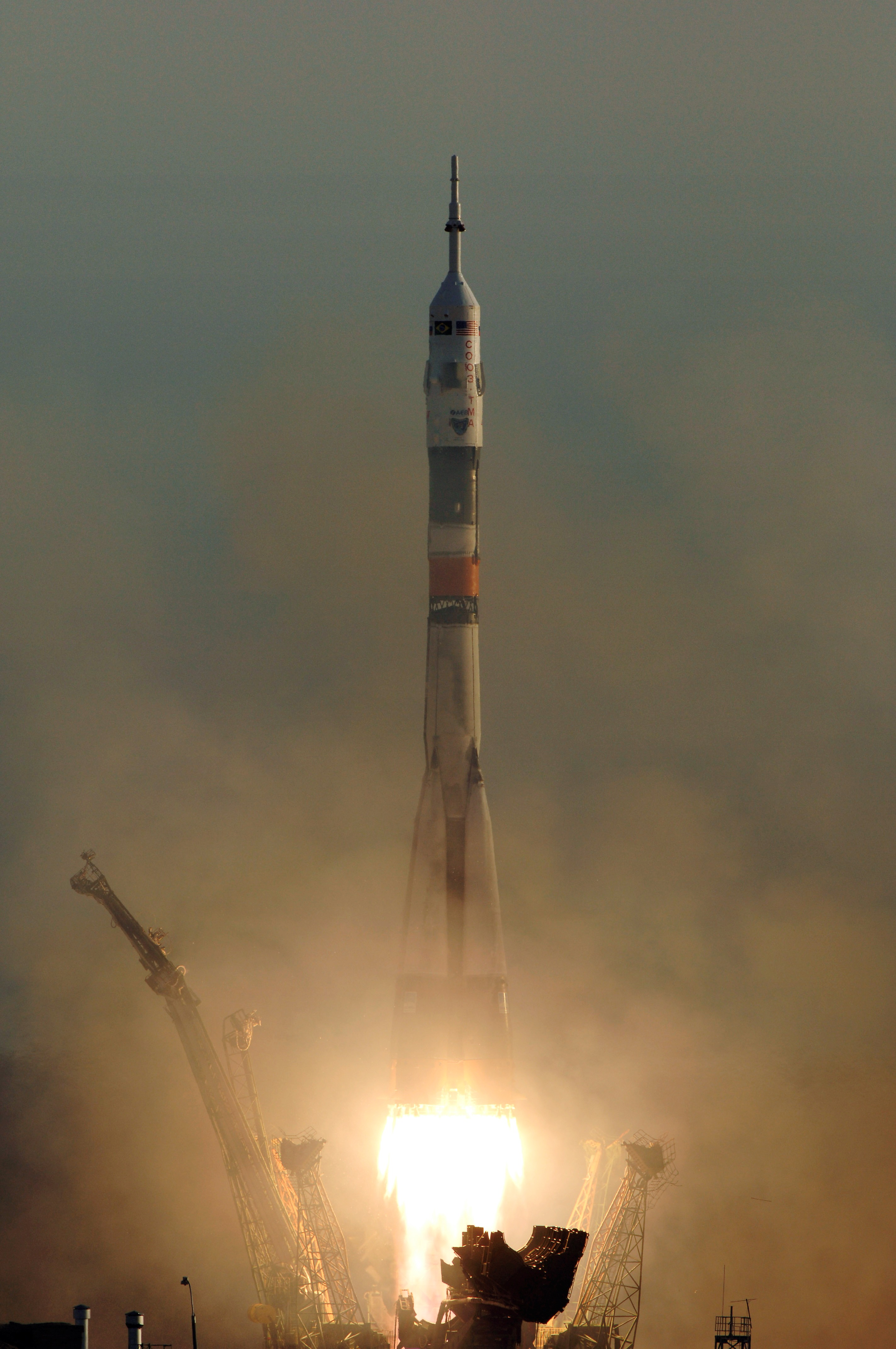
Despegue de la Soyuz TMA-8 el 30 de marzo de 2006.
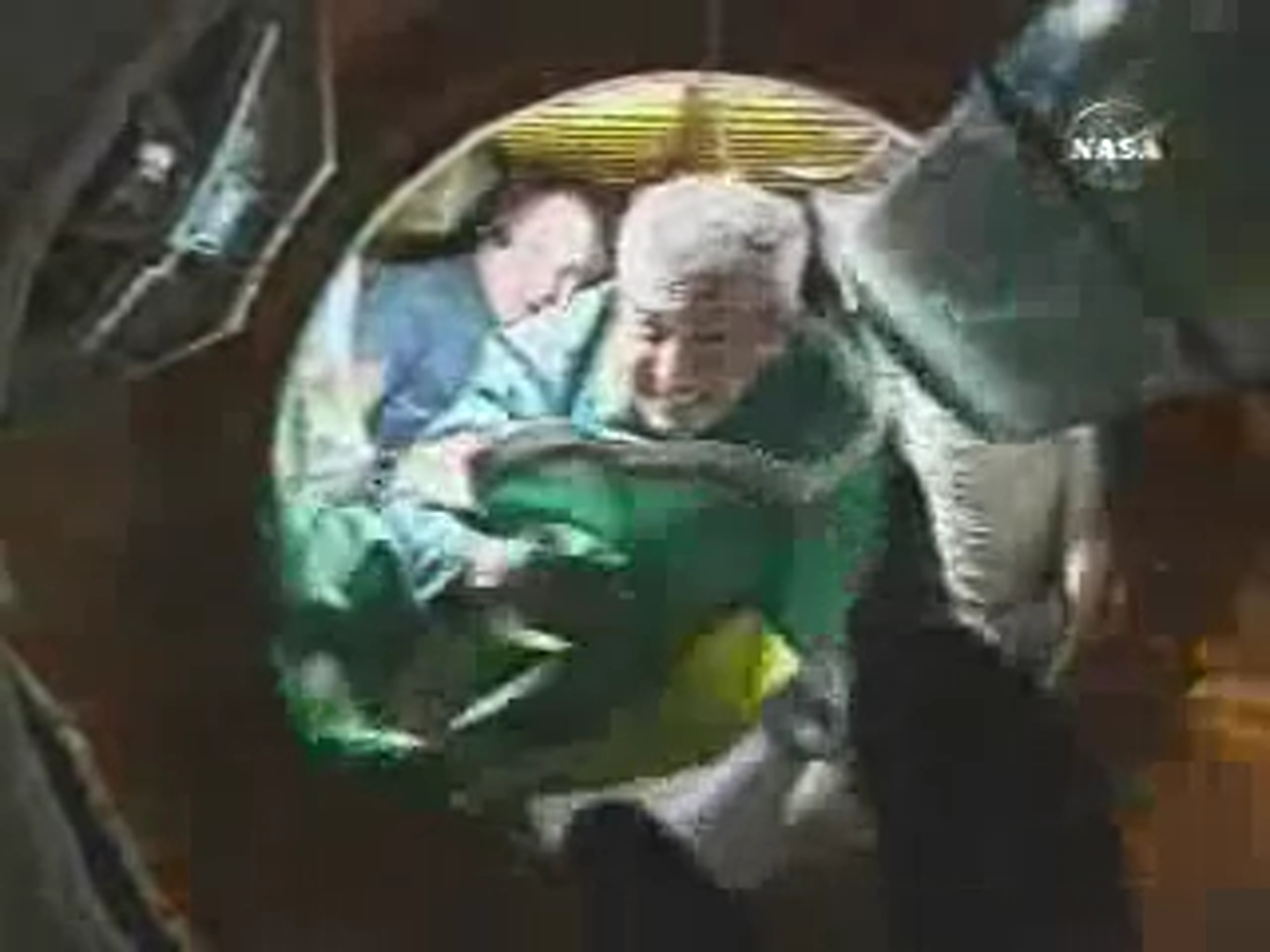
Pontes ingresa por primera vez a la Estación Espacial Internacional con una bandera de Brasil.
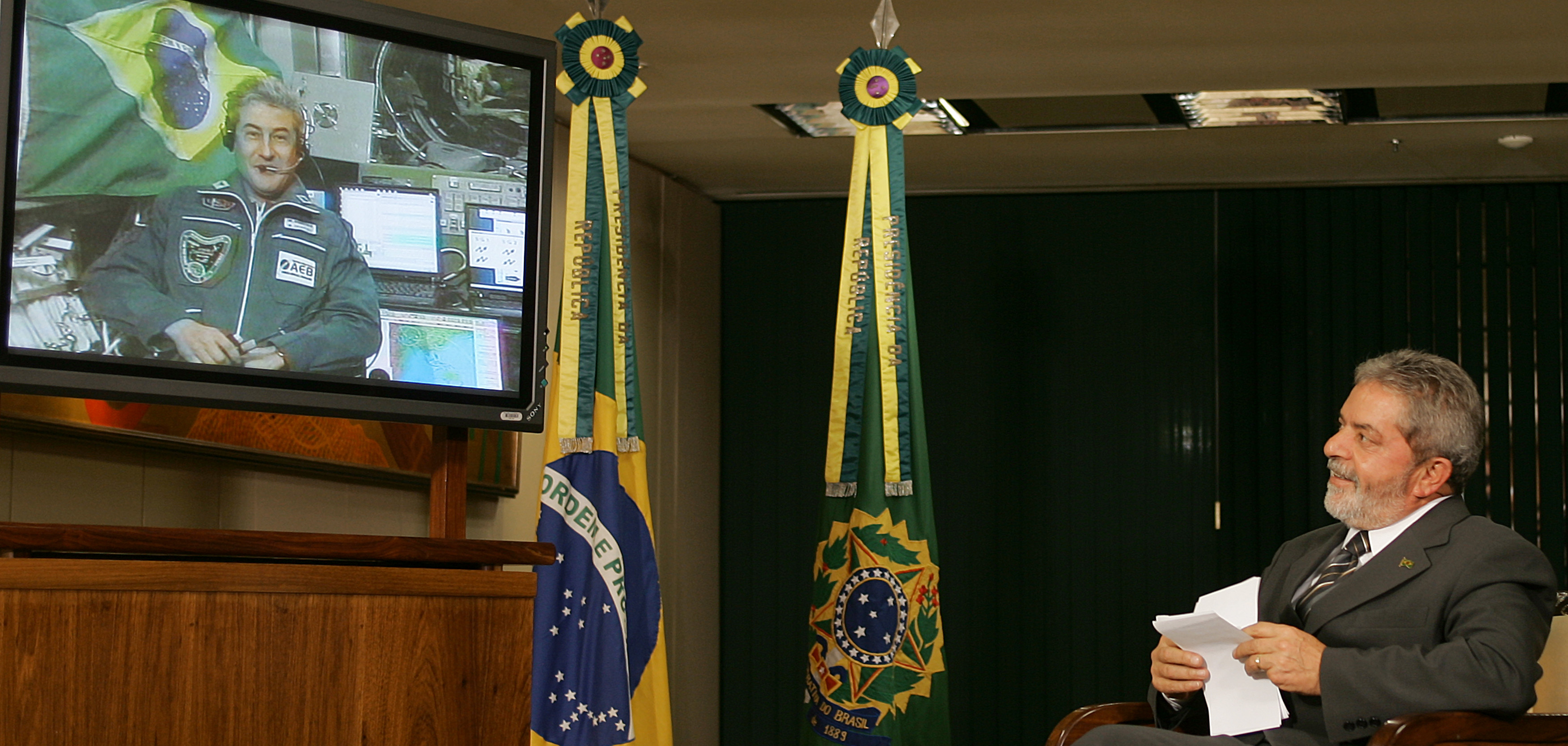
Pontes realizando una teleconferencia con Lula da Silva desde la ISS.
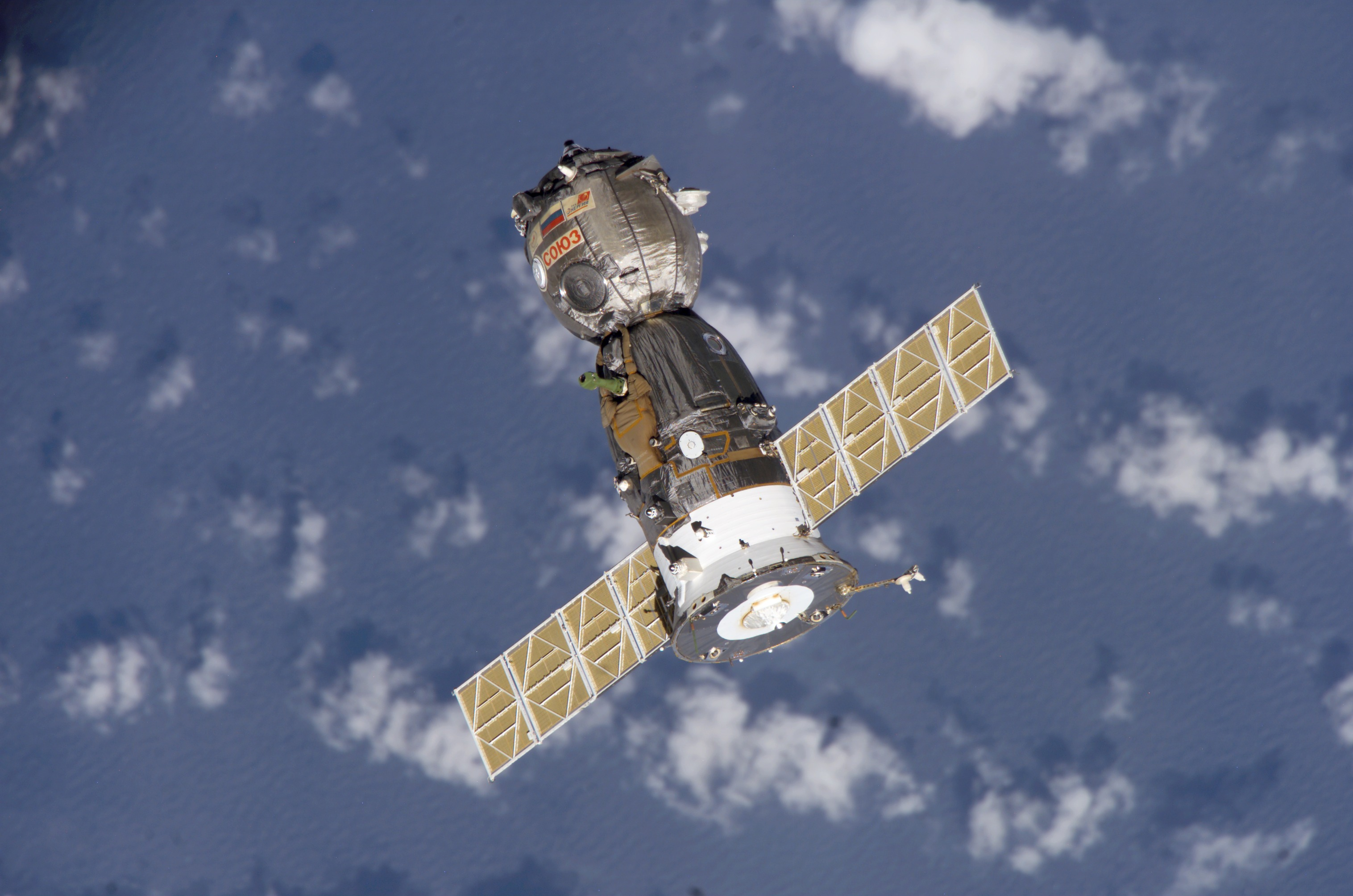
Soyuz TMA-7 regresando a la tierra tras su estadía en la ISS.
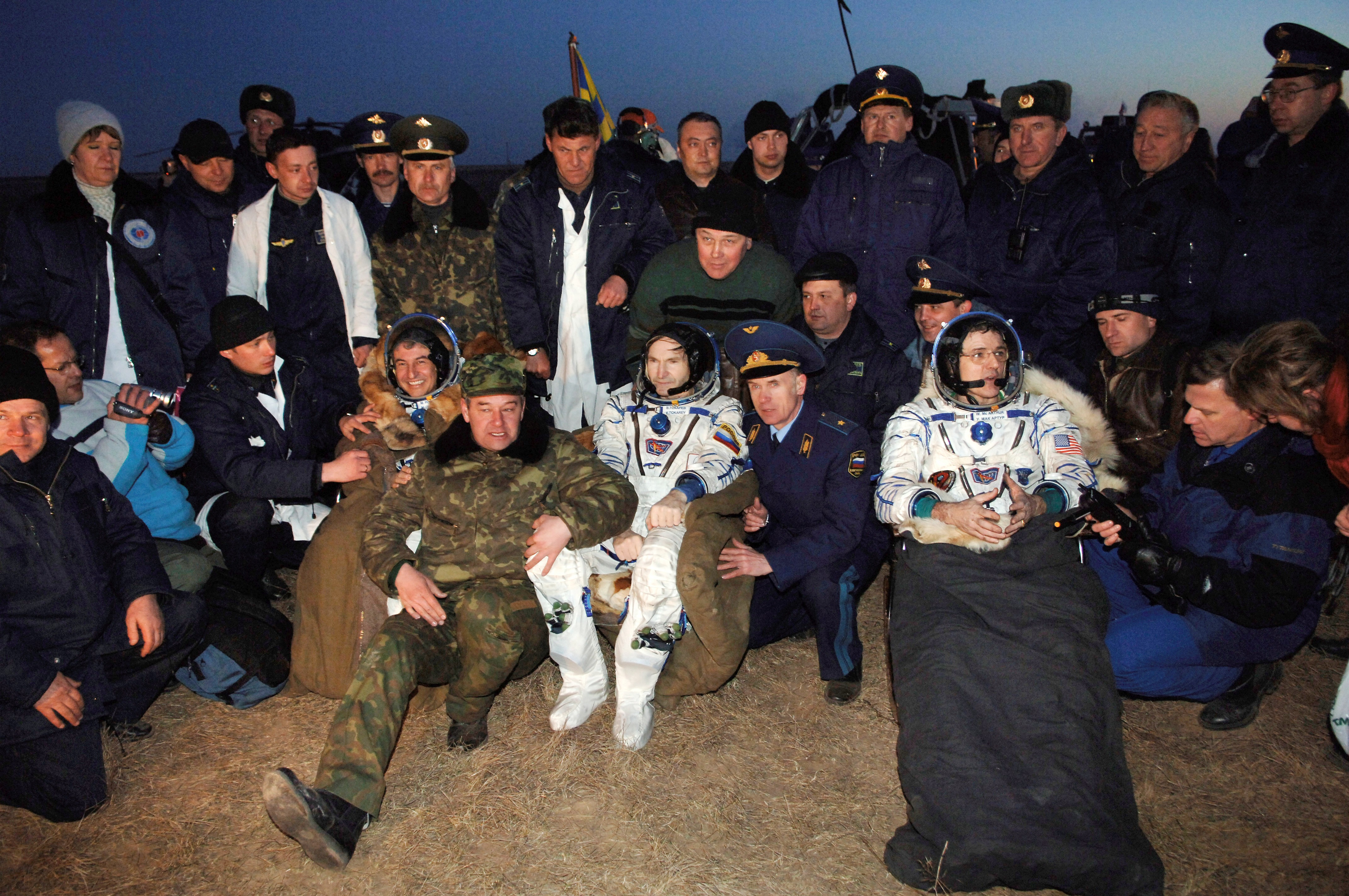
Tripulación de la Soyuz TMA-7 tras regresar a la Tierra.